# Gare de Nahari
La gare de Nahari (奈半利駅, Nahari-eki) est une gare ferroviaire située à Nahari, dans la préfecture de Kōchi au Japon. Elle est exploitée par la Tosa Kuroshio Railway.

## Situation ferroviaire
Gare terminus, la gare Nahari marque la fin de la ligne Tosa Kuroshio Asa.

## Histoire
La gare de Nahari a été inaugurée le 1er juillet 2002.

## Service des voyageurs

### Accueil
La gare dispose d'un bâtiment voyageurs, avec guichets, ouvert tous les jours.

### Desserte
- Ligne Tosa Kuroshio Asa :
  - voie 1 : direction Aki, Gomen et Kōchi